# Bonnemazon
Bonnemazon ist eine französische Gemeinde mit 71 Einwohnern (Stand 1. Januar 2022) und ein Dorf im Département Hautes-Pyrénées in der Region Okzitanien (vor 2016: Midi-Pyrénées). Sie gehört zum Arrondissement Bagnères-de-Bigorre und zum Kanton La Vallée de l’Arros et des Baïses.
Die Einwohner werden Bonnemazonnais und Bonnemazonnaises genannt.

## Geographie
Der Hauptort Bonnemazon liegt circa elf Kilometer ostnordöstlich von Bagnères-de-Bigorre in der historischen Vizegrafschaft Nébouzan.
Umgeben wird Bonnemazon von den sechs Nachbargemeinden:
|           | Artiguemy                                   |               |
| Cieutat   | Kompassrose, die auf Nachbargemeinden zeigt | Mauvezin      |
| Castillon | Bourg-de-Bigorre                            | Benqué-Molère |

Bonnemazon liegt im Einzugsgebiet des Flusses Adour.
Der Arros, einer seiner Nebenflüsse, fließt an der östlichen Gemeindegrenze entlang. Der Ruisseau Bidaudos und der Luz sind Nebenflüsse des Arros und durchqueren das Gebiet der Gemeinde.

## Toponymie
Der okzitanische Name der Gemeinde heißt Bonamason. Er hat seinen Ursprung aus dem gascognischen bona mason (deutsch schönes Haus), das sich aus dem lateinischen bonam mansionem ableitete.
Der Spitzname der Gemeindebewohner lautet Eths caçaires (deutsch die Jäger).
Toponyme und Erwähnungen von Bonnemazon waren:
- castrum et villam que dicitur Bona Domus (1256, Ehevertrag Esquivat),
- De Bona Domo (1313 und 1379, Steuerliste Debita regi Navarre bzw. Prokuration von Tarbes),
- De Bonamasonio (1342, Kirchenregister von Tarbes),
- Bonnemason (1760, Larcher, Kirchenregister von Tarbes),
- Bonnemaison (1750 und 1790, Karte von Cassini bzw. Département 1),
- Bonne Maron (1793, Notice Communale),
- Bonnemazon (1801, Bulletin des lois).[3][4][5]

## Einwohnerentwicklung
Nach Beginn der Aufzeichnungen stieg die Einwohnerzahl bis zur Mitte des 19. Jahrhunderts auf einen Höchststand von rund 330. In der Folgezeit sank bis heute die Größe der Gemeinde bei kurzen Erholungsphasen.
| Jahr      | 1962 | 1968 | 1975 | 1982 | 1990 | 1999 | 2006 | 2011 | 2022 |
| --------- | ---- | ---- | ---- | ---- | ---- | ---- | ---- | ---- | ---- |
| Einwohner | 115  | 111  | 95   | 98   | 82   | 73   | 74   | 79   | 71   |

## Sehenswürdigkeiten

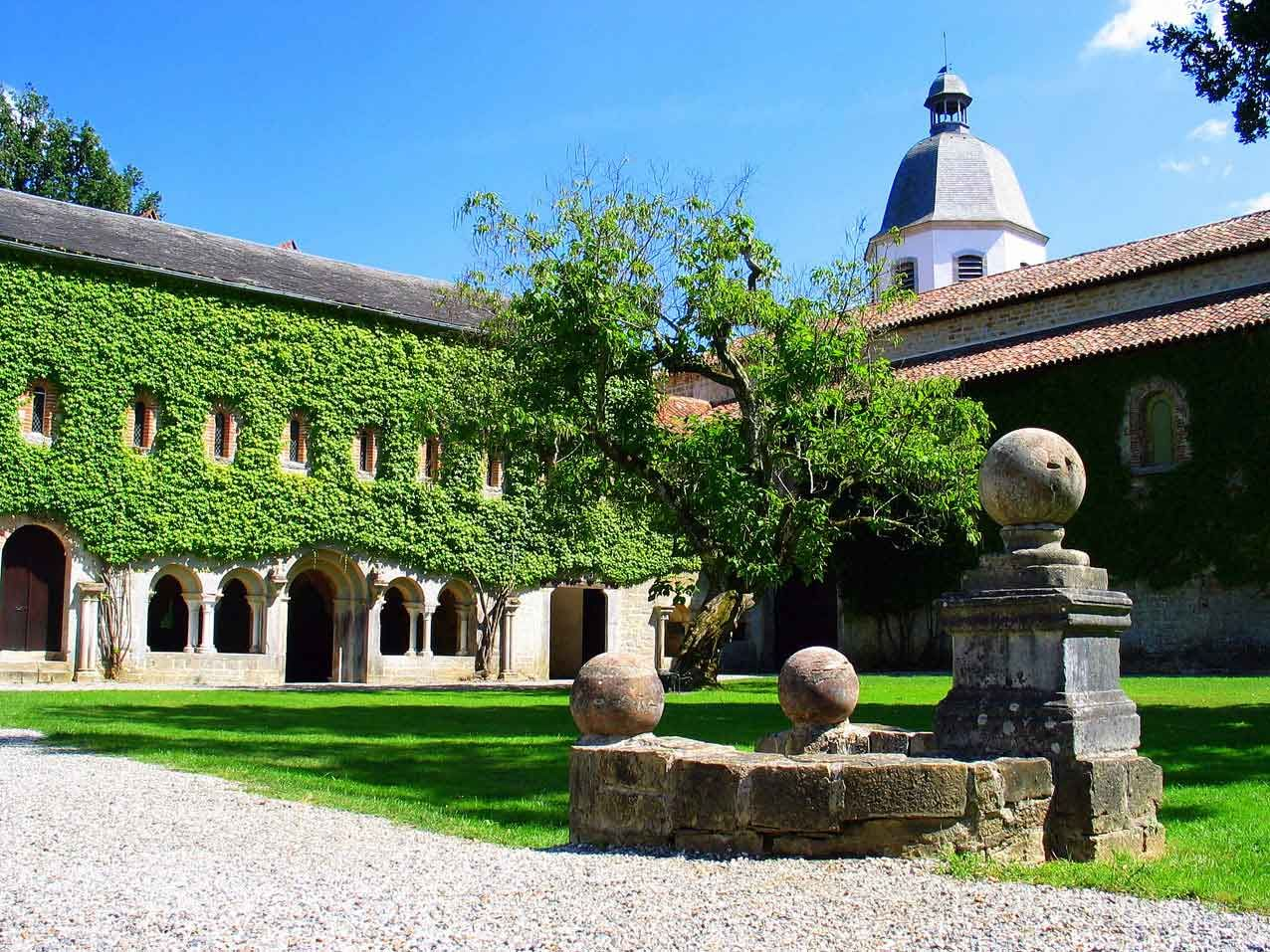
Kloster L’Escaladieu

### Kloster L’Escaladieu

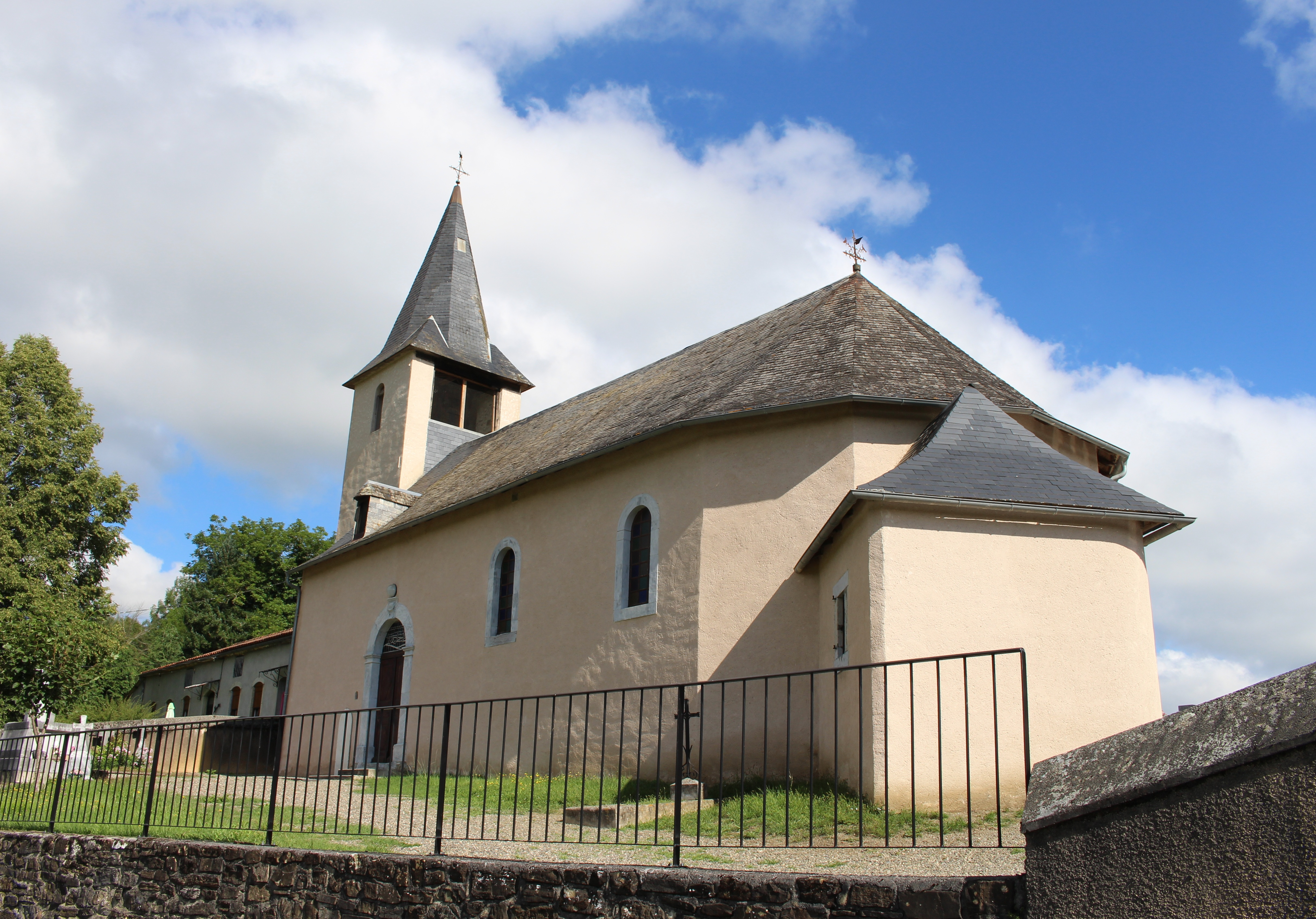
Pfarrkirche Saint-Nicolas

Das Kloster L’Escaladieu datiert in seinen Ursprüngen aus dem 12. Jahrhundert und ist in seiner Gesamtheit seit dem 7. März 1939 als Monument historique klassifiziert.

### Pfarrkirche Saint-Nicolas
Die Kirche ist in der Karte von Cassini eingetragen und datiert aus dem 18. Jahrhundert. Im späten 20. Jahrhundert wurde sie vermutlich restauriert. Im Jahre 1835 sind mehrere Arbeiten in einem Abnahmeprotokoll verzeichnet. Die Mauer, die den Friedhof umsäumt, wurde fertiggestellt, die Sakristei wurde möbliert. Die Treppe zur Empore, die nördliche Seitenkapelle, das Taufbecken und der Beichtstuhl werden erwähnt. Im Jahre 1877 kaufte die Gemeinde ein Stück Land, um den Friedhof zu vergrößern, und der Architekt Labarthe entwickelte 1880 die Pläne für das Eingangsportal. Auf einem der Pfeiler ist die Inschrift „Caubin maire, 1883“ eingraviert.
Die Kirche besitzt ein einschiffiges Langhaus und eine Ostung. Der Eingang befindet sich an der südlichen Seite. Der viereckige Glockenturm ist von einem polygonalen Helm mit hochgezogenen Dachtraufen gedeckt. Sein Dach ist wie bei der gesamten Kirche aus Schiefer. Ein einziges Fenster gibt auf der Nordseite Licht in das Kircheninnere, eines in der Längsachse im Chor und zwei weitere auf der Südseite. Die Rahmen der Fenster sind mit Sichtmauerwerk versehen, ansonsten sind alle Wände verputzt.
Das Langhaus und der Chor sind mit einem segmentbogenförmigen Tonnengewölbe bzw. mit einem Kesselgewölbe versehen. Die Decke ist mit einer Täfelung ausgestattet. Im westlichen Teil führt eine Treppe zur Empore und weiter zum Glockenturm hinauf. Der Träger, der die Empore stützt, ist mit einer Arabeske bemalt, die heute nur schwer zu erkennen ist. Die Sakristei ist südlich des Chores angebaut. Sie birgt unter anderem einen Schrein zur Aufbewahrung der Kaseln und ein steinernes Waschbecken. Der Hauptteil des Friedhofs befindet sich nördlich des Kirchengebäudes, wobei einige Gräber noch an der Südseite vorhanden sind.

## Wirtschaft und Infrastruktur

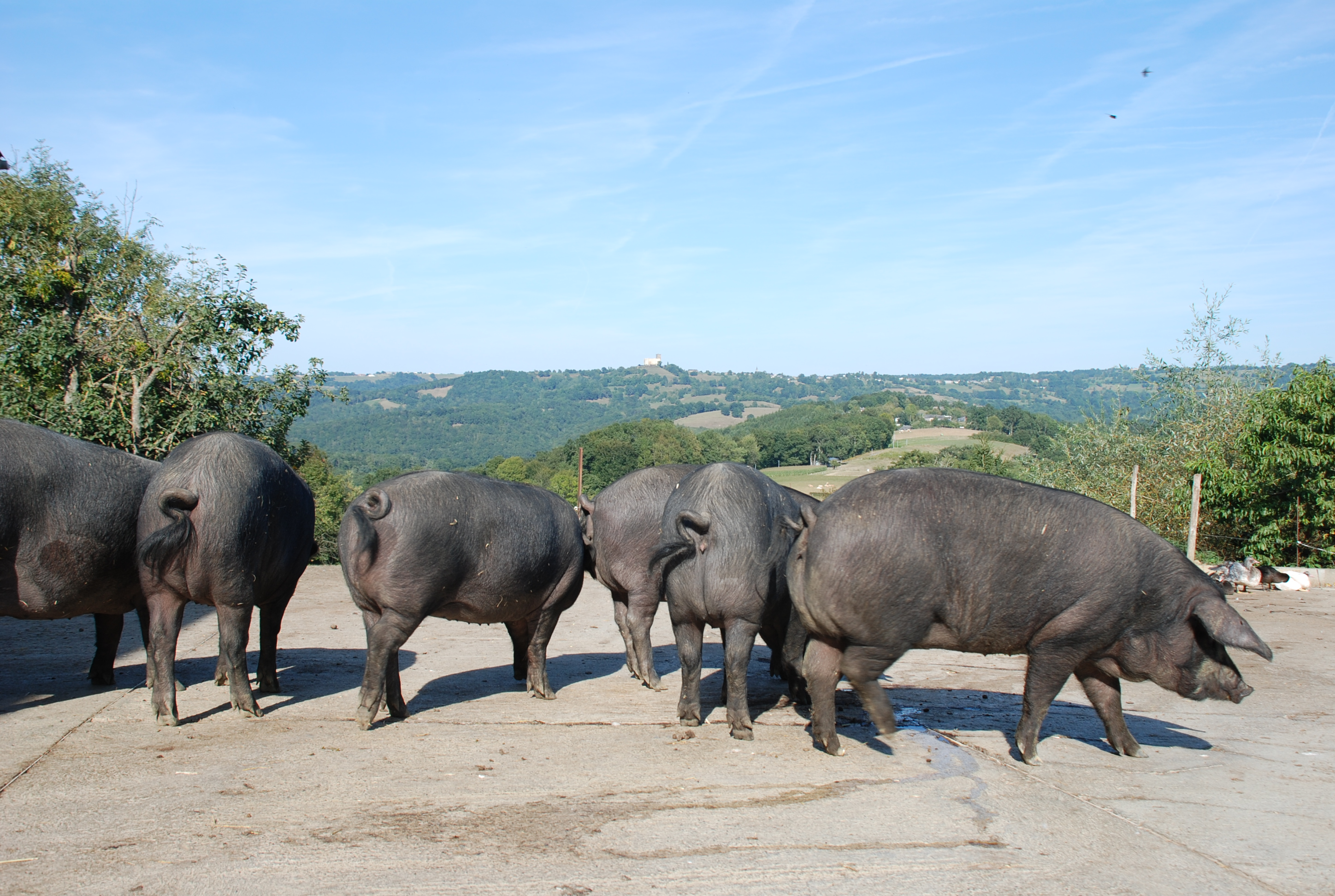
Porcs Noirs de Bigorre

Bonnemazon liegt in den Zonen AOC der Schweinerasse Porc noir de Bigorre und des Schinkens Jambon noir de Bigorre.

Logo des Jakobswegs

### Sport und Freizeit
- Der Fernwanderweg GR 78, genannt La voie des Piémonts, führt von Carcassonne nach Saint-Jean-Pied-de-Port auch durch das Zentrum von Bonnemazon. Er gilt als Jakobsweg neben den vier Hauptwegen in Frankreich.[11]

- Der regionale Fernwanderweg GR de Pays Tour des Baronnies de Bigorre verläuft parallel zum GR 79 und führt ebenfalls durch das Zentrum der Gemeinde.[12]

### Verkehr
Bonnemazon ist erreichbar über die Routes départementales 14, 81, 139 und 938, die ehemalige Route nationale 638.